# Selección de fútbol sub-23 del Reino Unido
La selección de fútbol sub-23 del Reino Unido es el equipo de fútbol que representa al Reino Unido (Gran Bretaña e Irlanda del Norte) en los Juegos Olímpicos (donde compite como Reino Unido, actualmente con la marca Team GB). El equipo está organizado por la Asociación Inglesa de Fútbol (FA) como representante futbolístico de la Asociación Olímpica Británica. El equipo solo compite en los Juegos Olímpicos. En otros torneos internacionales de fútbol, las Home Nations del Reino Unido (Inglaterra, Escocia, Gales e Irlanda del Norte) están representados por sus propios equipos nacionales, una situación anterior a la creación de un equipo de Reino Unido.
El equipo compitió por primera vez en el torneo organizado por la FA para los Juegos Olímpicos de 1908 celebrados en Londres, que fueron los primeros juegos que presentaron equipos representativos con jugadores seleccionados a nivel nacional (los juegos anteriores en 1900 y 1904 usaron equipos de clubes). Este equipo y los dos que siguieron en 1912 y 1920 incluyeron solo jugadores aficionados ingleses , y algunos lo ven como una mera extensión del equipo amateur inglés, creado en 1906 en respuesta al auge del juego profesional. En este período, el equipo ganó la medalla de oro en los torneos de 1908 y 1912, aunque salió en la Ronda 1 en 1920. Una disputa entre la FA y la FIFA sobre la inclusión de profesionales hizo que la FA se retirara del fútbol olímpico en 1924 y 1928 , y vio nada de fútbol en los Juegos Olímpicos de 1932.
Después de la creación de la Copa Mundial de la FIFA, se acordó que el fútbol olímpico se convertiría en exclusivamente amateur, lo que llevó al equipo a competir nuevamente en los Juegos de 1936, esta vez incorporando jugadores de otras naciones locales. Después del descanso causado por la Segunda Guerra Mundial, el equipo compitió en todos los juegos desde 1948 hasta 1972, aunque no logró clasificar para el torneo principal después de 1960. En este período, la mejor actuación del equipo fue el cuarto puesto en 1948 en los segundos Juegos celebrados en Londres, bajo el mando de Matt Busby.
Después de que la FA aboliera la distinción entre jugadores aficionados y profesionales en 1974, dejó de ingresar a un equipo. En los Juegos de 1992 , los equipos podían utilizar profesionales, pero estaban restringidos a jugadores menores de 23 años, con solo tres jugadores mayores de edad permitidos por equipo. A pesar de este cambio, Reino Unido no volvió a ingresar en un equipo de fútbol hasta que Londres ganó el derecho a albergar los Juegos de 2012. La FA organizó el equipo, con Stuart Pearce designado gerente. Un equipo femenino de Reino Unido también compitió en los Juegos de 2012.

## Historia

### Orígenes
La FA se formó en Londres en 1863, cuando trece equipos se reunieron para elaborar una lista de reglas compartidas para el fútbol, con el fin de facilitar los partidos entre clubes. No parece que se haya planteado la cuestión del ámbito geográfico de esta organización, ya que la FA se formó antes del auge del fútbol internacional. Los primeros partidos de fútbol entre selecciones nacionales fueron organizados por la FA, que invitó a jugadores ingleses y escoceses a formar equipos representativos. Los equipos escoceses estaban compuestos casi en su totalidad por residentes escoceses en Inglaterra y para animar a más jugadores escoceses a competir, se buscó una organización en Escocia para formar el equipo escocés. Para el juego de 1872 entre Escocia e Inglaterra en Glasgow, Queen's Park Football Club asumió este papel, y este juego ahora es reconocido como el primer partido internacional. En un año, se fundó la Asociación Escocesa de Fútbol (SFA) para facilitar estos partidos y organizar el fútbol en Escocia de manera más amplia. La tercera asociación nacional de fútbol, la Asociación de Fútbol de Gales, se fundó en 1876 y la cuarta, la Asociación Irlandesa de Fútbol, (IFA), se fundó en 1880.
La práctica de jugar partidos internacionales entre los cuatro países del Reino Unido (también conocidos como naciones de origen ) se desarrolló antes de que se desarrollaran asociaciones de fútbol en otras partes del mundo y nunca se formó una "asociación de fútbol del Reino Unido". Fuera del Reino Unido, las primeras asociaciones nacionales se formaron en 1889 (en Dinamarca y los Países Bajos), y estas también comenzaron a elegir sus propias selecciones nacionales. Sin embargo, cuando se incluyó el fútbol en los Juegos Olímpicos de 1900, muchas naciones todavía estaban luchando por formar un equipo, y por eso los equipos de clubes entraron en su lugar. Upton Park representó al Reino Unido, ganando la medalla de oro.

### 1908-1936

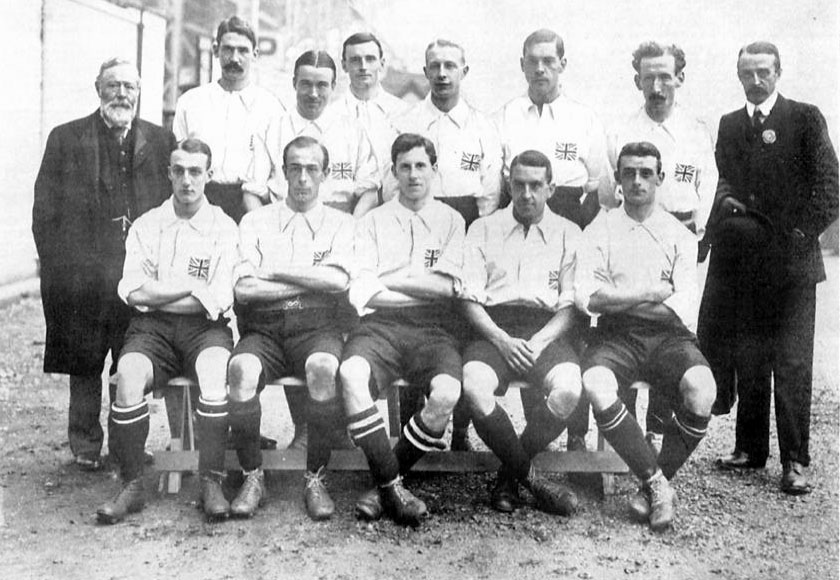
Equipo de Reino Unido que ganó la medalla de oro en 1908

Para los Juegos Olímpicos de 1908 en Londres, la FA persuadió al COI de que incluyera un torneo de fútbol oficial, que ellos organizaron. Se inscribió un equipo, compuesto íntegramente por jugadores ingleses. Algunas fuentes continúan refiriéndose a este equipo como el equipo nacional de fútbol amateur de Inglaterra, mientras que otras simplemente etiquetan todas las participaciones como Reino Unido. Aunque el equipo compitió como el Reino Unido y figura como tal, el informe oficial del partido se refiere al "equipo inglés". La Asociación de Fútbol de Escocia aprobó una resolución para "protestar contra un organismo nacional de las Islas Británicas que se denomine Reino Unido o que juegue como tal sin el consentimiento de las otras tres Asociaciones Nacionales". La resolución se leyó en la próxima reunión de la Junta de la Asociación Internacional de Fútbol. En respuesta, "los representantes de la Asociación de Fútbol explicaron que este era el nombre dado por las autoridades, y que en lo que a la Asociación de Fútbol se refería no tenían nada que ver con el asunto. La Asociación Escocesa quedó satisfecha con esta respuesta."
En los Juegos Olímpicos de 1908, "Reino Unido e Irlanda" ganaron sus tres partidos, derrotando a Suecia y Países Bajos en las dos primeras rondas. Se enfrentaron a Dinamarca en la final, derrotándolos 2-0 con goles de Vivian Woodward y Frederick Chapman.

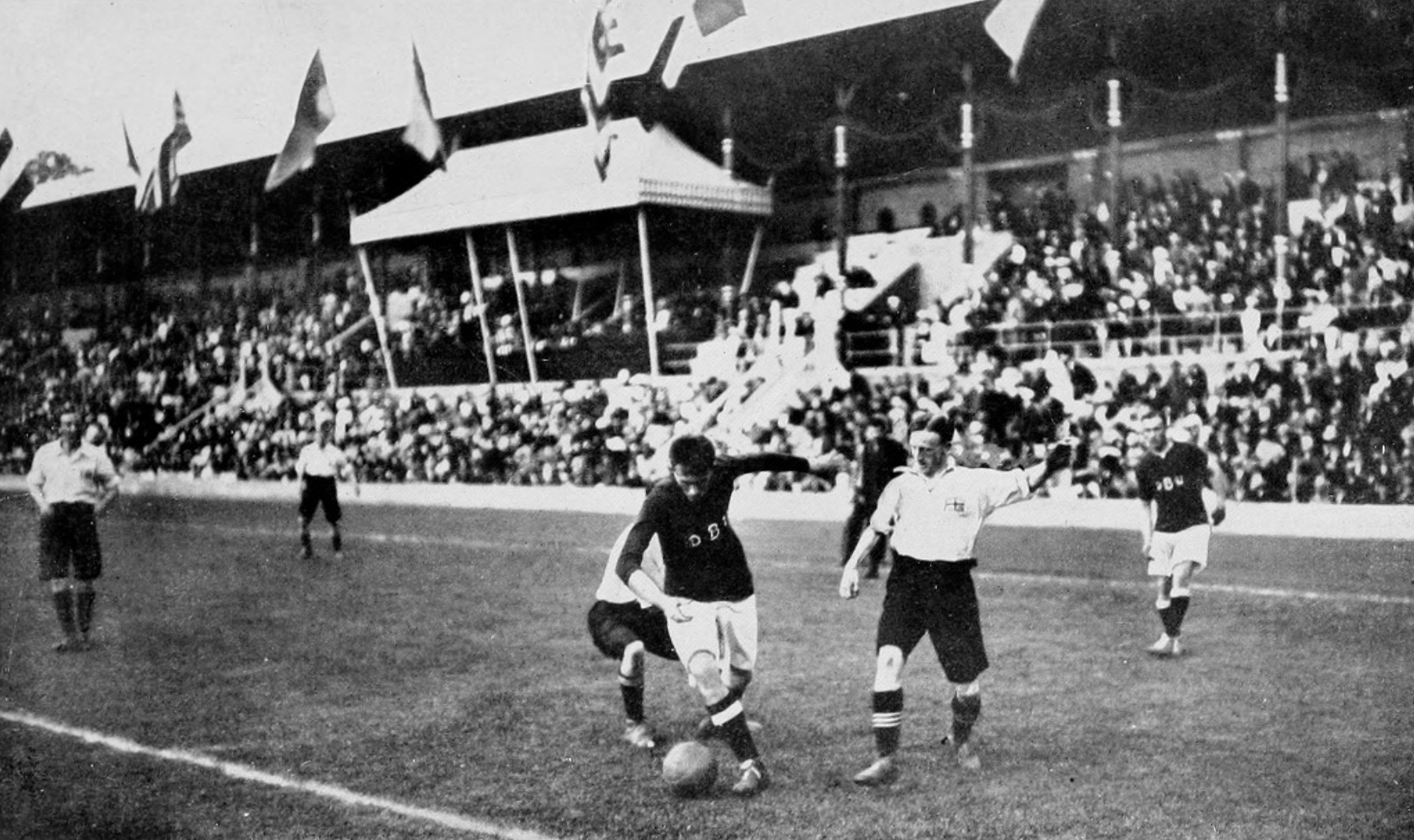
Imagen de la final olímpica de 1912, donde Reino Unido ganó su segundo oro después de vencer a Dinamarca 4-2

El equipo repitió este éxito en los Juegos de 1912. Nuevamente, Reino Unido ganó los tres partidos y derrotó a Dinamarca en la final, esta vez 4-2. Woodward, que marcó en la final anterior, fue capitán de este torneo.
En los Juegos de 1920, Reino Unido perdió en la primera ronda en una derrota sorpresa ante Noruega. Reino Unido había jugado solo con jugadores aficionados, mientras que otras naciones seleccionaron su equipo entre todos los jugadores disponibles. El torneo formó parte de una ruptura que se desarrolló entre la FA, que quería que los Juegos Olímpicos siguieran siendo una competencia solo para aficionados, y la FIFA, que estaba ansiosa por tener un campeonato mundial de fútbol completo. Esto dio lugar a que la FA abandonara la FIFA, así como a retirarse de los torneos de fútbol de 1924 y 1928. Sin embargo, finalmente se llegó a un acuerdo en el que el torneo de fútbol olímpico sería solo para jugadores amateurs, y la Copa Mundial de la FIFA se creó para incluir a todos los jugadores, profesionales y amateurs.
No hubo torneo de fútbol en los juegos de 1932, por lo que el regreso de Reino Unido al fútbol olímpico se produjo en los Juegos Olímpicos de 1936. Reino Unido fue derrotada en los cuartos de final, perdiendo 5-4 ante Polonia.

### 1948-1970
Después de la Segunda Guerra Mundial, Reino Unido compitió en todos los torneos olímpicos de fútbol desde 1948 hasta 1972. El torneo de 1948, que se celebró en Londres, fue el más exitoso del equipo. En ese momento, se reconoció que los jugadores aficionados de Reino Unido no tenían la misma calidad que en años anteriores, debido al auge del juego profesional. Por el contrario, los equipos de países que aún no habían desarrollado ligas profesionales pudieron presentar sus equipos más fuertes. El director técnico Matt Busby entrenó a un equipo formado por jugadores de todas las ' naciones de origen', y Reino Unido avanzó a la semifinal con victorias sobre Países Bajos y Francia. Tras perder la semifinal ante Yugoslavia, Reino Unido se enfrentó una vez más a Dinamarca. Esta vez, sin embargo, fueron derrotados 5-3 y se perdieron una medalla de bronce. El estadio de Wembley acogió los dos últimos partidos de Reino Unido, aunque también jugaron en Craven Cottage y Highbury.
Después de 1948, Reino Unido nunca volvió a ser una amenaza significativa en los Juegos Olímpicos. Fueron eliminados después de perder su primer partido ante Luxemburgo en 1952, y se clasificaron para 1956 solo después de que otros equipos se retiraron, antes de ser derrotados por Bulgaria en los cuartos de final. Su última aparición en los Juegos Olímpicos se produjo en 1960. El equipo fue seleccionado de nuevo entre todos los países de origen, y los partidos entre los equipos nacionales aficionados se utilizaron para elegir a los mejores 19. Reino Unido fue eliminada en la primera ronda, perdiendo una, empatando una y ganando una. de sus tres partidos. Después de eso, Reino Unido no pudo clasificarse para los siguientes tres Juegos Olímpicos, y su último partido fue una derrota por 5-0 en la ronda de clasificación ante Bulgaria en 1971 tras una victoria por 1-0 en el estadio de Wembley contra el mismo equipo.
En 1974, la Asociación de Fútbol dejó de reconocer una distinción entre profesionales y amateurs , y todos los jugadores posteriormente se registraron simplemente como 'jugadores', ya fueran pagados o no. Esto puso fin a la existencia del equipo amateur de Inglaterra, que siempre había sido la base del equipo olímpico británico. Como tal, la FA dejó de inscribir a un equipo de fútbol en una competición olímpica.

### 1972-2008
Para los Juegos Olímpicos de 1984, se permitió a los futbolistas profesionales competir en los Juegos Olímpicos por primera vez. Inicialmente, a los equipos europeos y sudamericanos se les prohibió jugar con jugadores que habían competido en la Copa Mundial de la FIFA , pero a partir de los Juegos Olímpicos de 1992, la elegibilidad para todas las naciones se restringió a jugadores menores de 23 años, excepto que tres jugadores de cualquier edad está permitida en el equipo.
Desde 1992, el Campeonato de Europa Sub-21 de la UEFA ha actuado como el torneo de clasificación para las naciones de la UEFA, en las que participa cada una de las naciones locales. En cuatro ocasiones, equipos de Reino Unido han terminado en las posiciones de clasificación:
- 1992 -  Escocia
- 1996 -  Escocia
- 2008 -  Inglaterra
- 2023 -  Inglaterra

En marzo de 1996, el Partido Nacional Escocés propuso que los escoceses sub-21 deberían competir en el torneo de fútbol de los Juegos Olímpicos de 1996, habiendo terminado cuartos en el Campeonato de Europa Sub-21 de la UEFA de 1996. Escocia se habría clasificado para el torneo de fútbol de los Juegos Olímpicos de verano dos veces seguidas, y también terminó cuarto en la edición de 1992. La Asociación Escocesa de Fútbol (SFA) se opuso a la idea de que el equipo de Escocia fuera enviado a los Juegos Olímpicos, ya que habría tenido que participar como Reino Unido, lo que la SFA consideró que habría puesto en peligro el estado independiente de los equipos nacionales escoceses.
La Asociación Olímpica Británica inicialmente se negó a descartar la posibilidad de participar en los Juegos de 2008, Inglaterra se habría clasificado para los Juegos Olímpicos de 2008 al llegar a las semifinales del Campeonato Sub-21 de 2007, pero no se inscribió ningún equipo. Italia ocupó su lugar vacante al ganar un partido de desempate contra Portugal. El equipo femenino de Inglaterra también se clasificó para los Juegos Olímpicos de 2008, gracias a su actuación en el Mundial de 2007, pero se les negó un lugar en los Juegos Olímpicos porque las otras tres naciones locales se negaron a dar su consentimiento.

### Reforma para Londres 2012
Debido al éxito de la candidatura olímpica de Londres 2012, el Reino Unido obtuvo el derecho a inscribir a un equipo en el torneo de fútbol como nación anfitriona. La Asociación Olímpica Británica (BOA) declaró que entraría en un equipo de fútbol, pero la Asociación Escocesa de Fútbol (SFA) se negó incluso a asistir a reuniones en las que las Naciones Nacionales debían discutir la posibilidad y la Asociación de Fútbol de Gales (FAW) se retiró de las negociaciones. La Asociación Irlandesa de Fútbol (en representación de Irlanda del Norte) declaró en octubre de 2007 que no formarían parte de un equipo unificado, dejando a la Football Association (Inglaterra) como la única asociación dispuesta a participar. La oposición de la SFA a los planes se basaba principalmente en el temor de que las naciones locales se vieran obligadas a presentar un equipo combinado en todas las competiciones. Esto significaría la pérdida del estatus especial de las Patrias, establecido por la constitución de la FIFA.
Varios aficionados, políticos y deportistas dieron su opinión sobre la creación de un equipo. Una encuesta de opinión de 2005 publicada por la BOA afirmó que la mayoría de los escoceses apoyaba la creación de un equipo británico para los Juegos Olímpicos de 2012. Una declaración conjunta emitida por los clubes de fans oficiales de los cuatro países de origen expresó su oposición al plan. Varios políticos prominentes también ofrecieron su opinión sobre si debería haber un equipo británico en los Juegos Olímpicos de 2012. El primer ministro Gordon Brown declaró durante los Juegos Olímpicos de 2008 que quería un equipo británico y que trabajaría para que eso sucediera, aunque reconoció que podría afectar la autonomía de las naciones de origen. El primer ministro de Escocia, Alex Salmond, declaró entonces su oposición a un equipo británico, argumentando que Brown debe estar "seriamente fuera de contacto con Escocia" para apoyarlo.
El presidente de la FIFA, Sepp Blatter, inicialmente aseguró a cada una de las asociaciones británicas que su estatus no se vería afectado por alinear un equipo combinado en 2012. La SFA se negó a cambiar su posición, argumentando que la opinión personal y el permiso de Blatter podrían no importar una vez que lo haya hecho. dejó el cargo y que no deseaban poner en peligro su estatus. Blatter pareció cambiar de opinión en marzo de 2008, cuando afirmó que "deberían inscribir sólo a un equipo compuesto por jugadores de Inglaterra" y sugirió que el estado independiente de las cuatro asociaciones británicas podría verse perjudicado por un equipo unificado. El director ejecutivo de la UEFA, David Taylor, ex director ejecutivo de la SFA, dijo en agosto de 2008 que un equipo olímpico británico amenazaría la existencia de las naciones de origen individuales. Taylor también dijo que el estatus único de las Naciones Nacionales había sido atacado antes por otros miembros de la FIFA, y que era "difícil ver qué garantías se podían dar" para proteger ese estatus. En una conferencia celebrada junto con la Copa Mundial de Clubes de la FIFA 2008 en Japón, el Comité Ejecutivo de la FIFA discutió la posibilidad de un equipo del Reino Unido para los Juegos Olímpicos de 2012, que dio su aprobación.

El comité ejecutivo confirmó que la participación en los Juegos Olímpicos de Londres 2012 de un solo equipo que represente a Gran Bretaña no afectaría el estatus individual existente de las cuatro asociaciones de fútbol británicas. Para los Juegos Olímpicos, tienen que jugar en una entidad. La pelota ahora está en su césped. Esperamos una solución que se nos presentará para el mes de marzo.

Desde el mundo del deporte, el campeón mundial de 400 m vallas Dai Greene dijo que sentía que no debería haber un torneo de fútbol olímpico porque los Juegos Olímpicos no son la cúspide de ese deporte. También expresó su temor de que la cobertura del equipo de fútbol eclipsara el interés en los otros competidores. Sebastian Coe, el director de los Juegos Olímpicos de 2012, habló regularmente en apoyo del equipo.
Finalmente, se llegó a un compromiso entre las cuatro asociaciones, según el cual una escuadra de jugadores ingleses solo representaría al Reino Unido. Las asociaciones de fútbol de Irlanda del Norte, Escocia y Gales enviaron una carta conjunta a la FIFA indicando que no participarían, pero que no se opondrían a que Inglaterra participara sola. Este acuerdo fue impugnado por la BOA, que quería seleccionar jugadores de los cuatro países y afirmó que sería potencialmente discriminatorio seleccionar solo jugadores ingleses. Jim Boyce declaró que no existe ninguna restricción legal para que los jugadores sean seleccionados por la BOA y la SFA admitió que no tendría ningún fundamento legal para evitar que los jugadores escoceses participen.[48] Luego se confirmó que la FA tenía la intención de seleccionar jugadores de fuera de Inglaterra. Jugadores no ingleses elegibles como Gareth Bale y Aaron Ramsey expresaron su deseo de jugar en el equipo, después de haber posado para una sesión de fotos con las camisetas de réplica del equipo.

#### Preparativos previos al torneo
La FA anunció en octubre de 2011 que Stuart Pearce sería el gerente. Después de este anuncio, Pearce elaboró una larga lista inicial de jugadores que quería considerar para el equipo y les escribió a todos estos jugadores para informarles de su elección. Pearce dijo que los jugadores que no quisieran ser incluidos podrían informarle de sus deseos en ese momento. En diciembre de 2011 se declaró que ninguno de los jugadores seleccionados para el equipo de Inglaterra para la Eurocopa 2012 sería seleccionado, con el fin de evitar la fatiga de los jugadores. En enero de 2012, se reveló que se había contactado a 191 jugadores, y 7 se negaron a ser considerados para el equipo. Se anunció un nuevo recorte en abril de 2012, con la lista de jugadores elegibles reducida a alrededor de 80. El corte final previo al torneo se produjo a principios de junio, cuando se presentó a la FIFA un equipo de 35 jugadores.
Reino Unido se colocó en el grupo A para el torneo olímpico antes del sorteo. El sorteo se llevó a cabo el 24 de abril de 2012 y agregó a Uruguay, Emiratos Árabes Unidos y Senegal al grupo de Reino Unido. El equipo final de 18 hombres para los Juegos Olímpicos se anunció el 2 de julio de 2012. Se celebró un campo de entrenamiento previo al torneo en Marbella, España. Esto incluyó un partido de entrenamiento contra México, que México ganó 1-0. Todos los jugadores de la plantilla jugaron entre 45 y 75 minutos. [59] El equipo luego jugó un partido amistoso oficial, contra Brasil en el Riverside Stadium de Middlesbrough el 20 de julio, que fue ganado 2-0 por Brasil.

#### Torneo olímpico
El primer partido de Reino Unido fue un empate 1-1 con Senegal en Old Trafford en Mánchester el 26 de julio. Craig Bellamy marcó para Reino Unido en la primera parte, pero Pape Moussa Konaté anotó el empate para Senegal en un contraataque en el minuto 82. Su segundo partido fue una victoria por 3-1 contra los Emiratos Árabes Unidos en Wembley. Un cabezazo de Ryan Giggs puso a Reino Unido a la cabeza, antes de que Ahmad Ali empatara. Scott Sinclair recuperó la ventaja con su primer toque del partido tras entrar como suplente, y minutos después, su compañero Daniel Sturridge eludio al portero de los EAU para poner el 3-1. Sturridge volvió a anotar en la victoria por 1-0 contra Uruguay en su último partido de la fase de grupos.

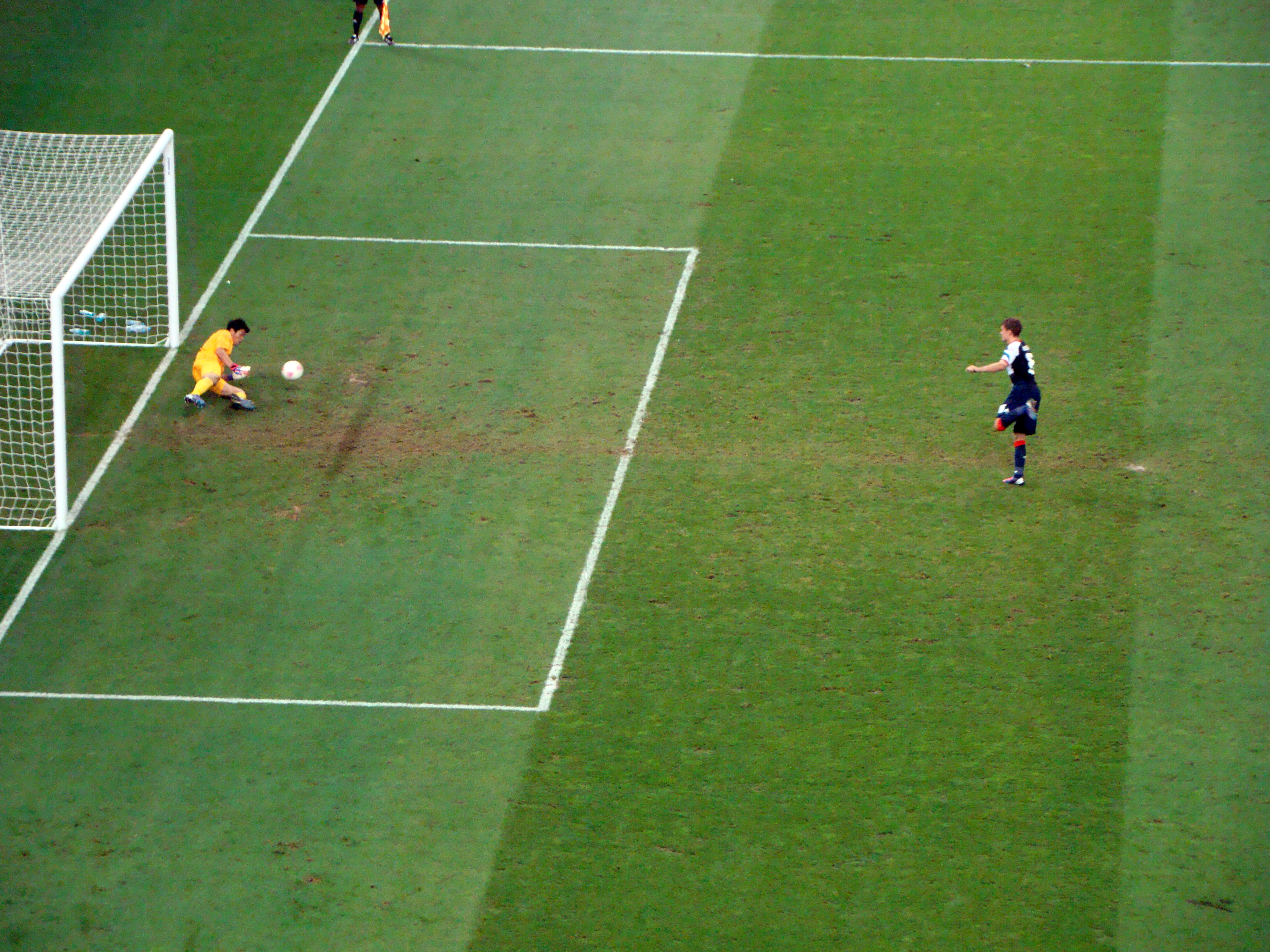
Aaron Ramsey falló un penalti contra Corea del Sur en el minuto 40.

En la fase eliminatoria, Reino Unido se enfrentó a Corea del Sur en la ronda de cuartos de final. El partido se fue a la tanda de penales después de que el marcador fuera 1-1, después de la prórroga. Reino Unido perdió la tanda de penaltis 4-5 después de que Sturridge falló el quinto intento de Reino Unido, mientras que los coreanos convirtieron sus cinco intentos.

## Perspectivas futuras
Durante el torneo de 2012, algunos jugadores como Ryan Giggs y algunos miembros de la Asociación Olímpica Británica expresaron su deseo de ingresar a un equipo de fútbol en futuros Juegos Olímpicos. Después de la eliminación de Gran Bretaña de los Juegos Olímpicos de 2012, no había planes públicos para reformar el equipo para futuros Juegos Olímpicos, con Alex Horne, director ejecutivo de la FA, afirmando que la FA no apoyaría a un futuro equipo de fútbol masculino en las Olimpiadas. El problema al que se enfrenta cualquier posible equipo de Gran Bretaña en el futuro es que no existe un mecanismo para que se clasifique, ya que las naciones de origen individuales compiten en la competición de clasificación.
En 2015, el entrenador de Inglaterra sub-21 (Gareth Southgate) y el director de Desarrollo de Elite de la FA (Dan Ashworth) establecieron como política de la FA que el torneo olímpico es una experiencia valiosa para los jugadores menores de edad. Posteriormente, la FA informó a las otras naciones de origen que tenían la intención de inscribir equipos en 2016, si uno o ambos equipos de Inglaterra cumplían con el estándar de clasificación. Esta sugerencia fue rechazada por las asociaciones de Escocia, Gales e Irlanda del Norte. Jim Boyce de Irlanda del Norte, entonces vicepresidente de la FIFA, dijo que tenía la seguridad de que cualquier equipo futuro de Gran Bretaña requeriría el consentimiento de todas las naciones de origen. La FA luego advirtió a las otras naciones de origen que no entrarían en equipos, y la FA escocesa dijo que la FA había "subestimado" la oposición al plan.
Después de que el equipo GB no ingresara a un equipo en los Juegos Olímpicos de 2016, el director ejecutivo de la Asociación Olímpica Británica, Bill Sweeney, expresó su decepción y dijo que se llevarían a cabo conversaciones para tratar de presentar equipos para los Juegos Olímpicos de Tokio 2020. El vicepresidente de la Asociación Olímpica Británica y exministro de deportes, Sir Hugh Robertson, declaró además: "Desde la perspectiva del Comité Olímpico Británico, nos encantaría ver el fútbol del equipo GB", mientras que el nuevo director del equipo senior de Inglaterra Sam Allardyce declaró: es una gran lástima. Es algo que podemos mirar en el futuro e intentar competir". Las conversaciones conjuntas entre los cuatro países de origen comenzaron en septiembre de 2016. Posteriormente, la FIFA aprobó la idea de un equipo de Gran Bretaña para los juegos de 2020, pero continuó la oposición de las federaciones de Gales, Escocia e Irlanda del Norte. El director ejecutivo de la FA, Martin Glenn, estableció que las preocupaciones anteriores sobre la existencia de un equipo ya no eran una preocupación, afirmando: "El gran temor en el pasado era que si lo hacíamos pondríamos en peligro nuestra condición de país independiente. Pero eso fue resuelto bajo [el expresidente de la FIFA Sepp] Blatter en realidad y Gianni Infantino lo ha reforzado". Glenn reveló que "la FIFA ha indicado que no es un problema" y que "el problema son los intereses individuales de cada país de origen".
Se llegó a un acuerdo entre las cuatro asociaciones para que un equipo femenino se inscriba en los Juegos Olímpicos de 2020, con la clasificación en función del desempeño de Inglaterra en el Mundial de 2019, pero esto no afectó al fútbol masculino.

## Colores
El funcionario kit para los Juegos Olímpicos de 2012, diseñados por Stella McCartney y fabricados por Adidas, se dio a conocer junto con el uniforme para todos los competidores equipo de Gran Bretaña Olímpicos de marzo. La parte delantera de la camiseta se modela en el lado derecho de una bandera de la unión , con los colores que consisten en blanco y varios tonos de azul de acuerdo con el diseño de los uniformes en otros deportes. La parte de atrás de la camisa es azul marino, al igual que los pantalones cortos y los calcetines. El kit tiene un borde rojo. El kit de cambio es de color azul pálido y blanco, con diferentes tonos que muestran el mismo diseño de la bandera de la unión que el kit de inicio. El escudo está en el pecho izquierdo de la camiseta y consiste en un escudo blanco con el logo genérico del Team GB en azul, con las palabras London 2012 debajo.

## Jugadores

### Composición
La composición del equipo ha variado a lo largo del tiempo. Todos los jugadores de las plantillas de 1908, 1912, 1920 y 1956 eran ingleses, mientras que en otros años se incluían jugadores de Irlanda del Norte, Escocia y Gales. El equipo de 2012 estaba formado por 13 jugadores ingleses y 5 galeses, pero no escoceses ni irlandeses del Norte. Jack Butland, el tercer portero elegido para Inglaterra, fue el único jugador seleccionado para los Juegos Olímpicos y la selección de Inglaterra para la Eurocopa 2012. Ryan Giggs, Craig Bellamy y Micah Richards fueron seleccionados como los tres jugadores excedentes. Excapitán de Inglaterra David Beckham fue preseleccionado para los Juegos Olímpicos, pero quedó fuera del equipo final.

### Equipo actual
El equipo de Gran Bretaña para los Juegos Olímpicos de 2012 se anunció el 2 de julio de 2012, con Ryan Giggs nombrado como capitán.
- Los tres jugadores excedentes se indican con un *
- Los clubes enumerados son aquellos que tenían el registro del jugador durante los Juegos Olímpicos.
- Las edades de los jugadores son las que tenía el jugador el día de su primer partido en los Juegos Olímpicos.

| N.º | Pos.           | Jugador          | Fecha de nacimiento (edad)        | Pdos. | Goles | Club                 |
| --- | -------------- | ---------------- | --------------------------------- | ----- | ----- | -------------------- |
| 1   | Portero        | Jack Butland     | 10 de marzo de 1993 (19 años)     | 5     | 0     | Birmingham City      |
| 18  | Portero        | Jason Steele     | 18 de agosto de 1990 (21 años)    | 1     | 0     | Middlesbrough        |
| 2   | Defensa        | Neil Taylor      | 7 de febrero de 1989 (23 años)    | 5     | 0     | Swansea City         |
| 3   | Defensa        | Ryan Bertrand    | 5 de agosto de 1989 (22 años)     | 4     | 0     | Chelsea              |
| 5   | Defensa        | Steven Caulker   | 29 de diciembre de 1991 (20 años) | 5     | 0     | Tottenham Hotspur    |
| 6   | Defensa        | Craig Dawson     | 6 de mayo de 1990 (22 años)       | 3     | 0     | West Bromwich Albion |
| 12  | Defensa        | James Tomkins    | 29 de marzo de 1989 (23 años)     | 2     | 0     | West Ham United      |
| 14  | Defensa        | Micah Richards*  | 24 de junio de 1988 (24 años)     | 5     | 0     | Manchester City      |
| 4   | Centrocampista | Danny Rose       | 2 de julio de 1990 (22 años)      | 4     | 0     | Tottenham Hotspur    |
| 7   | Centrocampista | Tom Cleverley    | 12 de agosto de 1989 (22 años)    | 5     | 0     | Manchester United    |
| 8   | Centrocampista | Joe Allen        | 14 de marzo de 1990 (22 años)     | 5     | 0     | Swansea City         |
| 11  | Centrocampista | Ryan Giggs* ()   | 29 de noviembre de 1973 (38 años) | 4     | 1     | Manchester United    |
| 13  | Centrocampista | Jack Cork        | 25 de junio de 1989 (23 años)     | 4     | 0     | Southampton          |
| 15  | Centrocampista | Aaron Ramsey     | 26 de diciembre de 1990 (21 años) | 5     | 1     | Arsenal              |
| 16  | Centrocampista | Scott Sinclair   | 25 de marzo de 1989 (23 años)     | 4     | 1     | Swansea City         |
| 9   | Delantero      | Daniel Sturridge | 1 de septiembre de 1989 (22 años) | 5     | 2     | Chelsea              |
| 10  | Delantero      | Craig Bellamy*   | 13 de julio de 1979 (33 años)     | 5     | 1     | Liverpool            |
| 17  | Delantero      | Marvin Sordell   | 17 de febrero de 1991 (21 años)   | 3     | 0     | Bolton Wanderers     |

## Participaciones

### Juegos olímpicos
| Año   | DT            | Resultado        | Pos.         | PJ           | G            | E            | P            | GF           | GC           | Dif.         | Prom.        |
| ----- | ------------- | ---------------- | ------------ | ------------ | ------------ | ------------ | ------------ | ------------ | ------------ | ------------ | ------------ |
| 1992  | No participó  | No participó     | No participó | No participó | No participó | No participó | No participó | No participó | No participó | No participó | No participó |
| 2008  | No participó  | No participó     | No participó | No participó | No participó | No participó | No participó | No participó | No participó | No participó | No participó |
| 2012  | Stuart Pearce | Cuartos de final | 5°           | 4            | 2            | 2            | 0            | 6            | 3            | +3           | 50,00        |
| 2016  | No participó  | No participó     | No participó | No participó | No participó | No participó | No participó | No participó | No participó | No participó | No participó |
| 2020  | No participó  | No participó     | No participó | No participó | No participó | No participó | No participó | No participó | No participó | No participó | No participó |
| 2024  | No participó  | No participó     | No participó | No participó | No participó | No participó | No participó | No participó | No participó | No participó | No participó |
| Total | 1/9           | 1/9              | 0 medallas   | 4            | 2            | 2            | 0            | 6            | 3            | +3           | 50,00        |

## Resultados y partidos recientes
| Juegos Olímpicos de 2012; 26 de julio de 2012 | Reino Unido | 1-1     | Senegal    | Old Trafford, Mánchester                                    |                                                             |
| 20:00                                         | Bellamy 20' | Reporte | Konaté 82' | Asistencia: 72,176 espectadores Árbitro(s): Ravshan Irmatov | Asistencia: 72,176 espectadores Árbitro(s): Ravshan Irmatov |

| Juegos Olímpicos de 2012; 29 de julio de 2012 | Reino Unido                              | 3-1     | Emiratos Árabes Unidos | Estadio de Wembley, Londres                                       |                                                                   |
| 19:45                                         | Giggs 16' · Sinclair 73' · Sturridge 76' | Reporte | Eisa 60'               | Asistencia: 85,137 espectadores Árbitro(s): Roberto García Orozco | Asistencia: 85,137 espectadores Árbitro(s): Roberto García Orozco |

| Juegos Olímpicos de 2012; 1 de agosto de 2012 | Reino Unido     | 1-0     | Uruguay | Millennium Stadium, Cardiff                                  |                                                              |
| 19:45                                         | Sturridge 45+1' | Reporte |         | Asistencia: 70,438 espectadores Árbitro(s): Yuichi Nishimura | Asistencia: 70,438 espectadores Árbitro(s): Yuichi Nishimura |

| Juegos Olímpicos de 2012; 4 de agosto de 2012 | Reino Unido                                     | 1-1 (4-5 p.)               | Corea del Sur                                                                 | Millennium Stadium, Cardiff                               |                                                           |
| 19:30                                         | Ramsey 36' (pen.)                               | Reporte                    | Ji Dong-won 29'                                                               | Asistencia: 70,171 espectadores Árbitro(s): Wilmar Roldán | Asistencia: 70,171 espectadores Árbitro(s): Wilmar Roldán |
|                                               |                                                 | Tiros desde el punto penal |                                                                               |                                                           |                                                           |
|                                               | Ramsey · Cleverley · Dawson · Giggs · Sturridge |                            | Koo Ja-cheol · Baek Sung-dong · Hwang Seok-ho · Park Jong-woo · Ki Sung-yueng |                                                           |                                                           |